# Joseph Lange
Pour les articles homonymes, voir Joseph Lange et Lange.
Joseph Lange, né le 1er avril 1751 à Wurtzbourg et mort le 17 septembre 1831 à Vienne, est un acteur et un peintre amateur du XVIIIe siècle. Par son mariage avec Aloysia Weber, il est le beau-frère de Wolfgang Amadeus Mozart.

## Biographie
En premières noces, il a épousé en 1775, Maria Anna Elisabeth Schindler, fille de Philipp Ernst Schindler, peintre de miniatures et directeur de la peinture à la manufacture de porcelaine de Vienne. Maria Anna est décédée le 14 mars 1779 de pneumonie.
Il a ensuite épousé Aloysia Weber, une soprano connue, le 31 octobre 1780 à Vienne. Il accepta la même année de soutenir Cécilia Aloysia, sa belle-mère qui était veuve, par le versement d'une rente annuelle de 700 florins.
Mozart devint le beau-frère de Lange par son mariage à Vienne en 1782 avec Constance, la jeune sœur d'Aloysia. Les Mozart et les Lange semblent avoir été amis proches ; les archives montrent qu'ils se sont rencontrés à plusieurs reprises. De même Wolfgang et Joseph se rencontrèrent individuellement ; selon  Maynard Solomon, ils étaient tous les deux francs-maçons.
En 1783, Lange a joué dans l'une des œuvres de Mozart, une "Masquerade" (pantomime avec de la musique), composée pour le Carnaval. Les personnages sont des rôles traditionnels de la Commedia dell'arte, et la musique a été composée par Mozart (K. 446). Lange a joué Pierrot, et Mozart lui-même a tenu le rôle d'Arlequin.

Portrait inachevé de Wolfgang Amadeus Mozart

Joseph Lange a peint en 1782-1783 un célèbre portrait de son beau-frère, resté inachevé. Selon le musicologue Michael Lorenz, cette peinture était à l'origine une miniature  d'environ 19 × 15 centimètres, montrant seulement le visage de Mozart. Elle aurait ensuite été agrandie avec l'intention de représenter Mozart au piano, mais cet agrandissement n'a jamais été achevé.
Constance, interrogée déjà âgée, par Vincent et Mary Novello, a dit que ce portrait était « de loin la meilleure image de lui ».
Lange a aussi peint un petit portrait de Constance en 1782 qui a été plus tard agrandi. 

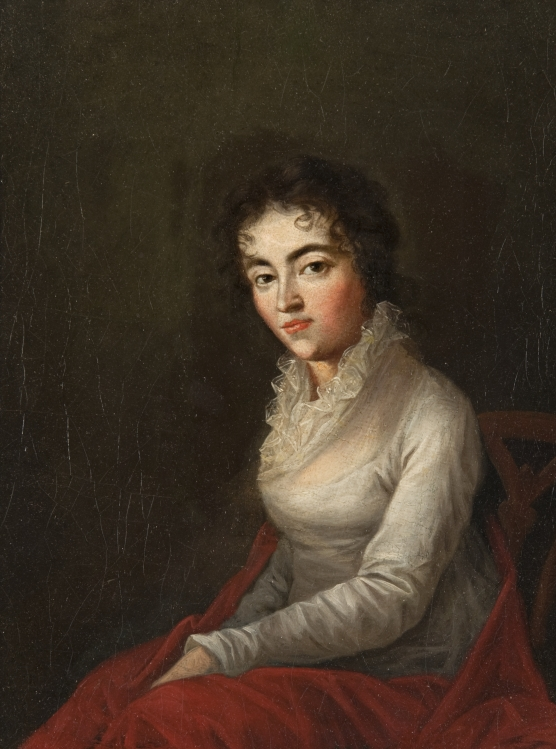
Constanze Mozart

Au cours de la visite de Leopold Mozart à Vienne en 1785, Lange a fait également un portrait de celui-ci, mais il est perdu . Il a continué à peindre dans sa vieillesse.
En 1787, Lange est apparu dans une autre œuvre de Mozart, l'opéra Der Grossepapagei. Il a tenu le rôle parlé de Herz. Aloysia, sa femme, tenait l'un des deux principaux rôles de soprano, Madame Herz.
À partir de 1795, il a vécu séparé de Aloysia. En 1808, il a publié son autobiographie. À partir de 1800 environ, il a vécu avec une Therese Koch avec qui il a eu trois filles.
Le ténor Michael Kelly, a écrit ses souvenirs en 1826, et a qualifié Lange d'« excellent comédien ». Kelly avait passé les premières années de sa carrière à Vienne comme chanteur d'opéra.